# Liste der Schönheitswettbewerbe für Frauen in Deutschland
Die folgenden Listen dokumentieren die Schönheitswettbewerbe für Frauen in Deutschland neben dem ältesten und etabliertesten Wettbewerb zur Miss Germany. Davon hat der um Miss Deutschland gewisse internationale Bedeutung. Sein Veranstalter besaß bis 2006 eine Miss Universe-Lizenz und seitdem eine zur Miss World. Die übrigen Veranstaltungen werden nur aufgeführt, um die Unübersichtlichkeit der Situation zu vermitteln. Lückenlose Daten fehlen.

## Miss-Germany-Konkurrenzwettbewerbe

### Miss Deutschland
| Miss Deutschland | Miss Deutschland      | Miss Deutschland                                                                | Miss Deutschland                                                                |                   |
| ---------------- | --------------------- | ------------------------------------------------------------------------------- | ------------------------------------------------------------------------------- | ----------------- |
| Jahr             | Name                  | Qualifiziert als                                                                | Ort der Wahl                                                                    |                   |
| 2000             | Sabrina Schepmann     | Miss Ostdeutschland                                                             | Kaiserslautern, Unterhaltungszentrum Riverside                                  |                   |
| 2001             | Claudia Bechstein     | Miss Thüringen                                                                  | Kaiserslautern, Unterhaltungszentrum Riverside                                  |                   |
| 2002             | Natascha Börger       | Miss Hamburg                                                                    | Kaiserslautern, Riverside                                                       |                   |
| 2003             | Alexandra Vodjanikova | Miss Bayern                                                                     | Bielefeld, Nachtarena                                                           |                   |
| 2004             | Shermine Shahrivar    | Miss Süddeutschland                                                             | Duisburg-Nord, Landschaftspark                                                  |                   |
| 2005             | Aslı Bayram           | Miss Westdeutschland                                                            | Aachen, Eurogress                                                               |                   |
| 2006             | Daniela Domröse       | Miss Bayern                                                                     | Krefeld, Galopprennbahn Biebrich Saal                                           |                   |
| 2007             | Svetlana Tsys         | Miss Ostdeutschland                                                             | Hurghada (Ägypten), Hotel Steigenberger                                         |                   |
| 2008             | Janice Behrendt       | Herford                                                                         | Dortmund, Casino Hohensyburg                                                    |                   |
| 2009             | Alessandra Alores     | ursprünglich zur Miss World Deutschland gewählt (s. u.), Titel später umbenannt | ursprünglich zur Miss World Deutschland gewählt (s. u.), Titel später umbenannt |                   |
| 2010/11          | Zallascht Sadat       | Miss MGO Südwestdeutschland                                                     | Quadrath-Ichendorf, Bürgerhaus                                                  |                   |
| 2012             | Susan Henry           | Miss Hessen                                                                     | Halle, Ramada Hotel Leipzig-Halle                                               |                   |
| 2013             | Elena Schmidt         | Berlin                                                                          | Berlin, Casino Spielbank Berlin                                                 |                   |
| 2014             | Egzonita Ala          | Miss MGO Süddeutschland                                                         | Dortmund, Spielbank Hohensyburg                                                 |                   |
| 2015             | Albjona Muharremaj    | Miss MGO Bayern                                                                 | Dortmund, Spielbank Hohensyburg                                                 |                   |
| 2016             | nicht ausgetragen     | nicht ausgetragen                                                               | nicht ausgetragen                                                               | nicht ausgetragen |
| 2017             | Dalila Jabri          | Miss MGO NRW                                                                    | Bremen, Radisson Blu Hotel Bremen                                               |                   |

- Veranstalter ist das MGO – Komitee Miss Deutschland mit Sitz in Bergheim bei Köln.
- Das Unternehmen firmierte bis 1999 als Miss Germany Association (MGA), wurde dann zur Miss Germany Organisation (MGO) und veranstaltete auch entsprechende Wettbewerbe. Seit 2000 trägt es seinen jetzigen Namen.
- Die Gewinnerinnen für 2000 bis 2007 wurden jeweils am Anfang des betreffenden Jahres aus 16 Länder- und 4 Regionalsiegerinnen ermittelt. Miss Deutschland 2008 wurde bereits Ende September 2007 gewählt, und zwar erstmals aus 14 in verschiedenen Städten gecasteten Kandidatinnen.

### Model of Germany
| Model of Germany | Model of Germany  | Model of Germany        | Model of Germany                              |
| ---------------- | ----------------- | ----------------------- | --------------------------------------------- |
| Jahr             | Name              | Qualifiziert als        | Ort der Wahl                                  |
| 2000             | Sonja Strobl      | Saarland Model          | Wiesbaden, Euro Palace                        |
| 2000             | Anja Schröder     | Niedersachsen Model     | Wiesbaden, Euro Palace                        |
| 2001             | Slata Hellmann    | Thüringen Model         | Würzburg, Capitol                             |
| 2002             | Pamela Schneider  | Berlin Model            | Stuttgart, Zapata                             |
| 2003             | Kristin Wünsche   | Mitteldeutschland Model | Friedrichshafen, Metro                        |
| 2004             | nicht ausgetragen | nicht ausgetragen       | nicht ausgetragen                             |
| 2005             | Yvonne Maier      | Baden-Württemberg Model | Rheinmünster (Flughafen Baden-Baden), Airpark |
| 2006             | nicht ausgetragen | nicht ausgetragen       | nicht ausgetragen                             |
| 2007             | Iren Gorich       | Baden-Württemberg Model | ?                                             |

- Der erste Wettbewerb fand Ende 1999 noch unter dem Titel Miss Germany statt, musste aber wegen Einspruchs der MGC nachträglich umbenannt werden. Auf derselben Veranstaltung in Wiesbaden wählte das Organisationskomitee Model of Germany Productions aus Stuttgart Anja Schröder, die für Niedersachsen kandidierte, zum Model of Germany 2000, während Miss Germany Sonja Strobl später als Model of the Year 1999 (noch später als Model of the Year 2000) bezeichnet wurde.
- Ab 2000 wählte die Agentur ausschließlich das Model of Germany. Die Gewinnerinnen nahmen zeitweilig am Model of the World teil.

## Kandidatinnen-Ermittlung für Miss World und Miss Universe
Diese Wettbewerbe dienen bzw. dienten der Ermittlung einer deutschen Teilnehmerin für den Miss-World- bzw. Miss-Universe-Wettbewerb, sofern nicht eine Miss-Germany- oder Miss-Deutschland-Finalistin delegiert wurde.

### Miss World Germany, German Miss World, Miss World Deutschland
| Miss World Germany     | Miss World Germany | Miss World Germany           | Miss World Germany                 |
| ---------------------- | ------------------ | ---------------------------- | ---------------------------------- |
| Jahr                   | Name               | Qualifiziert als             | Ort der Wahl                       |
| 1992                   | Carina Jope        | Miss Hessen World            | ?                                  |
| 1993                   | Petra Klein        | Miss Rheinland-Pfalz World   | ?                                  |
| 1994                   | Marte Helberg      | Miss Hamburg World           | (von den Sat.1-Zuschauern per TED) |
| 1995                   | Isabell Brauer     | Miss Baden-Württemberg World | Köln                               |
| 1996                   | Melanie Ernst      | Miss Baden-Württemberg World | Köln                               |
| 1997                   | Katja Glawe        | Miss Berlin World            | Berlin                             |
| 1998                   | Sandra Ahrabian    | Miss Bayern World (?)        | Mannheim, Diskothek Broadway       |
| 1999                   | Susan Hoecke       | Miss Berlin World            | München, Diskothek Night-Flight    |
| German Miss World      |                    |                              |                                    |
| Jahr                   | Name               | Qualifiziert als             | Ort der Wahl                       |
| 2000/01                | Natascha Berg      | Miss Hessen World            | Hannover, EXPO Plaza 9             |
| 2001/02                | Adina Wilhelmi     | Miss Süddeutschland World    | Hannover                           |
| Miss World Deutschland |                    |                              |                                    |
| Jahr                   | Name               | Herkunft                     | Ort der Wahl                       |
| 2008                   | Anne Katrin Walter | Kiel                         | Erfurt, Top Building               |
| 2009                   | Alessandra Alores  | Köln                         | Moers, PM Eventcenter              |

- Die ersten beiden Wettbewerbe wurden zeitweise von der MGC aus Oldenburg durchgeführt, um ihre Teilnehmerin an der Miss World zu ermitteln. Diese Vorgehensweise stieß allgemein auf Unverständnis, zumal so die eigentliche Miss Germany der MGC abgewertet wurde. Später delegierte die Organisation jeweils eine Miss-Germany-Finalistin.
- Susan Hoecke wurde seinerzeit von der MGC als Miss World Germany 2000 bezeichnet, nahm aber bereits 1999 an der Wahl zur Miss World teil.
- Miss World Deutschland wird seit 2008 vom MGO – Komitee Miss Deutschland gewählt.

### Germany’s Miss Universe, Miss Galaxy und Miss Universe Germany
| Germany’s MISS UNIVERSE                                          | Germany’s MISS UNIVERSE                   | Germany’s MISS UNIVERSE                   | Germany’s MISS UNIVERSE                      |
| ---------------------------------------------------------------- | ----------------------------------------- | ----------------------------------------- | -------------------------------------------- |
| Jahr                                                             | Name                                      | Herkunftsstadt                            | Ort der Wahl                                 |
| 2007                                                             | Angelina Glass                            | Berlin                                    | Bremen, Maritim Hotel & Congress Centrum     |
| 2007                                                             | Alexandra Kuszlik                         | Wuppertal                                 | Bremen, Maritim Hotel & Congress Centrum     |
| 2008                                                             | Madina Taher                              | Elmshorn                                  | Bad Pyrmont, Hotel Steigenberger Konzerthaus |
| Miss Galaxy                                                      |                                           |                                           |                                              |
| Jahr                                                             | Name                                      | Herkunftsstadt                            | Ort der Wahl                                 |
| 2009                                                             | Lena Gohou                                | Mannheim                                  | Köln, Pullman Hotel Cologne                  |
| Miss Universe Germany by Kim Kötter                              |                                           |                                           |                                              |
| Jahr                                                             | Name                                      | Herkunftsstadt                            | Ort der Wahl                                 |
| 2009                                                             | Martina Lee                               | Meinerzhagen                              | Dortmund, Hotel Park-Inn                     |
| Miss Universe Germany by Kim Kötter und Miss Germany Corporation |                                           |                                           |                                              |
| Jahr                                                             | Name                                      | Herkunftsstadt                            | Ort der Wahl                                 |
| 2010                                                             | Kristiana Rohder                          | München                                   | Berlin, Berlin Capital Club                  |
| 2011                                                             | Valeria Bystritskaia                      | Karlsruhe                                 | Berlin Fashion Week                          |
| 2012                                                             | Alicia Endemann                           | Hamburg                                   |                                              |
| 2013                                                             | Anne Julia Hagen                          | Berlin                                    | Amersfoort                                   |
| 2014                                                             | Josefin Donat                             | Leipzig                                   | Windhagen, Ergoline-Showroom                 |
| 2015                                                             | Sarah-Lorraine Riek                       | Syrgenstein                               | Windhagen, Dormero Hotel                     |
| 2016                                                             | Johanna Acs                               | Eschweiler                                | Windhagen, Dormero Hotel                     |
| 2017                                                             | Sophia Koch                               | Halle                                     | Windhagen, Dormero Hotel                     |
| 2018                                                             | Céline Willers                            | Stuttgart                                 | Windhagen, Dormero Hotel                     |
| 2019                                                             | Miriam Rautert                            | Berlin                                    | München, The Rilano Hotel                    |
| 2020                                                             | – Abgesagt aufgrund der Corona-Pandemie – | – Abgesagt aufgrund der Corona-Pandemie – | – Abgesagt aufgrund der Corona-Pandemie –    |

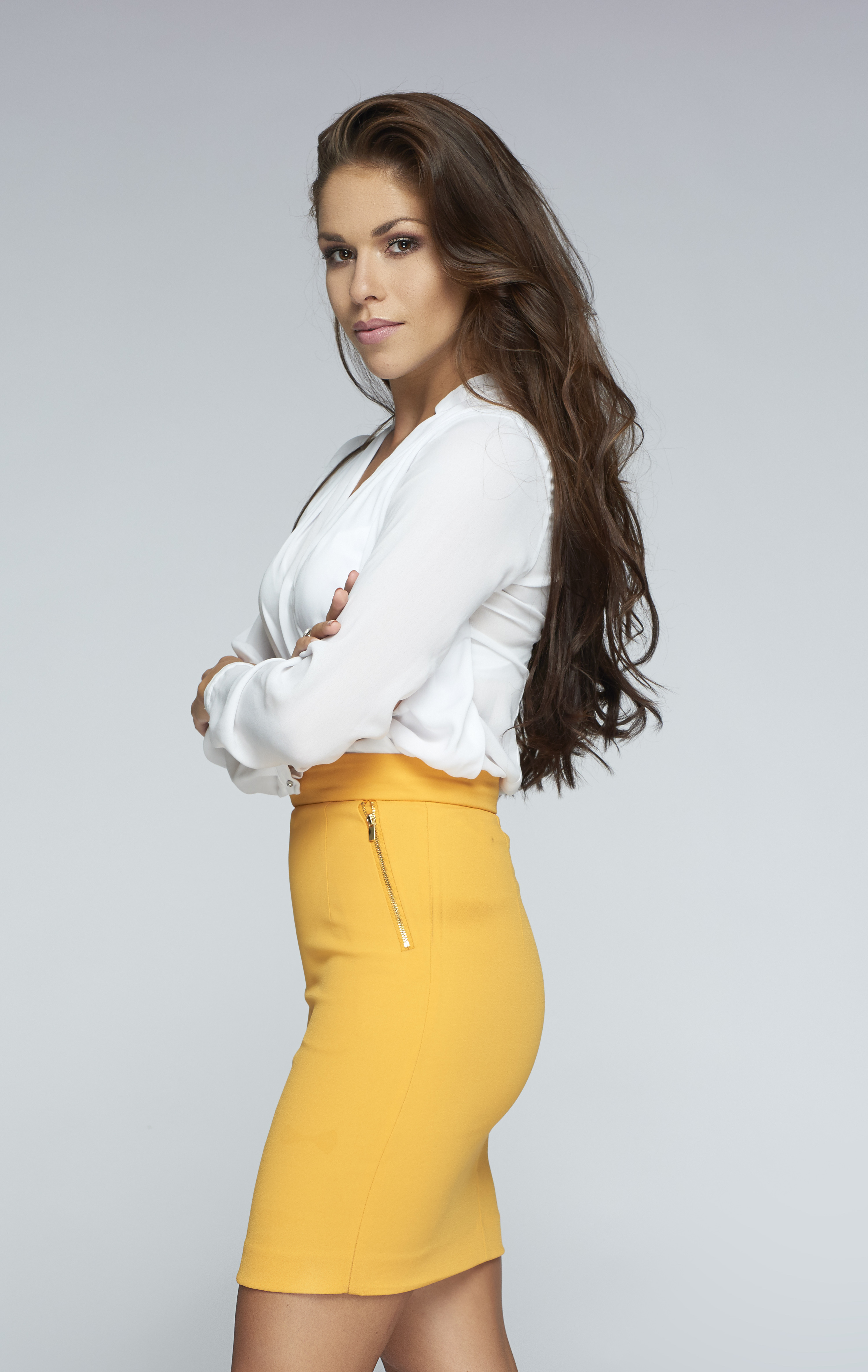
Sarah-Lorraine Riek, Miss Universe Germany 2015, im Jahr 2016

- Der Wettbewerb wurde seit 2007 und 2008 von der Agentur Germany’s MISS UNIVERSE aus Berlin (Postfach-Adresse) durchgeführt, um eine deutsche Teilnehmerin an der Miss Universe zu ermitteln. In zehn großen Städten wurden 50 Damen gecastet. Diese nahmen an einer Vorausscheidung teil, von denen 34 in die Endausscheidung in Bremen gelangten, wo zunächst die Top 12 und dann die Gewinnerinnen (Plätze 1 bis 3) ermittelt wurden.
- Angelina Glass gab den Titel später zurück, und die zweitplatzierte Alexandra Kuszlik rückte nach.
- Zum Jahresbeginn 2009 haben sich Agentur und Wettbewerb umbenannt in Miss Galaxy.
- 2009 erwarb Miss Universe Germany – im Besitz der Miss Universe Nederland 2002, Kim Kötter – die Lizenz für die Teilnahme zur Miss Universe.
- 2010 wurde der Wettbewerb von Miss Germany Corporation und Miss Universe Nederland – Kim Kötter zusammen durchgeführt.

## Weitere Wettbewerbe

### Queen of Germany/Queen of the World Germany
| Queen of Germany: Miss Germany Corporation             | Queen of Germany: Miss Germany Corporation                                                   | Queen of Germany: Miss Germany Corporation                                                   | Queen of Germany: Miss Germany Corporation                                                   |
| ------------------------------------------------------ | -------------------------------------------------------------------------------------------- | -------------------------------------------------------------------------------------------- | -------------------------------------------------------------------------------------------- |
| Jahr                                                   | Name                                                                                         | Qualifiziert als                                                                             | Ort der Wahl                                                                                 |
| 1999                                                   | Julienne Grötsch                                                                             | Queen of Thüringen                                                                           | Rothenburg ob der Tauber, Diskothek X-Large                                                  |
| 2000                                                   | nicht ausgetragen (siehe Beauty Queen of Germany)                                            | nicht ausgetragen (siehe Beauty Queen of Germany)                                            | nicht ausgetragen (siehe Beauty Queen of Germany)                                            |
| 2001                                                   | Pamela Jones                                                                                 | First of the Queens Beauty Queen of Germany                                                  | Bamberg, Diskothek PP                                                                        |
| 2002                                                   | Claudia Grohmann                                                                             | Queen of Bamberg / Miss Süddeutschland                                                       | Bamberg, Diskothek PP                                                                        |
| Queen of Germany: Oliver B. Modelmanagement            |                                                                                              |                                                                                              |                                                                                              |
| Jahr                                                   | Name                                                                                         | Qualifiziert als                                                                             | Ort der Wahl                                                                                 |
| 2003                                                   | Melanie Eder                                                                                 | Queen of Bayern (?)                                                                          | München                                                                                      |
| 2004                                                   | Ann-Cathrin Schmidt                                                                          | Queen of Sachsen-Anhalt (?)                                                                  | Berlin, Spandauer Arkaden                                                                    |
| Queen of Germany: QGE – Queen of Germany Entertainment |                                                                                              |                                                                                              |                                                                                              |
| Jahr                                                   | Name                                                                                         | Qualifiziert als                                                                             | Ort der Wahl                                                                                 |
| 2000                                                   | Yvetta Leogrande                                                                             | Queen of Niedersachsen                                                                       | TV-Studio Sat.1                                                                              |
| 2001–2004                                              | nicht ausgetragen (siehe obere Kästen: Miss Germany Corporation / Oliver B. Modelmanagement) | nicht ausgetragen (siehe obere Kästen: Miss Germany Corporation / Oliver B. Modelmanagement) | nicht ausgetragen (siehe obere Kästen: Miss Germany Corporation / Oliver B. Modelmanagement) |
| 2005                                                   | Stephanie Schießl                                                                            | Queen of Bayern                                                                              | ?                                                                                            |
| 2006                                                   | Alis Scharkoi                                                                                | Queen of Berlin                                                                              | Weimar Atrium                                                                                |
| Queen of the World Germany: Schalk Production          |                                                                                              |                                                                                              |                                                                                              |
| Jahr                                                   | Name                                                                                         | Qualifiziert als                                                                             | Ort der Wahl                                                                                 |
| 2007                                                   | Katrin Schwarz                                                                               | Queen of Niedersachsen                                                                       | Duisburg, Steigenberger Duisburger Hof                                                       |

- Dieser Titel wurde 1999 bis 2006 wechselweise von der Miss Germany Corporation (MGC) in Oldenburg und vom QGE – Queen of Germany Entertainment in Neuhardenberg (Brandenburg) vergeben, bevor QGE ihn sich 2005 beim Europäischen Markenamt in Alicante (Spanien) als Marke schützen ließ. Erstmals wurde er von der MGC 1999 an Julienne Grötsch vergeben, die später auch vom QGE anerkannt und als 1st Queen of Germany bezeichnet wurde.
- Die Siegerinnen nahmen ab Ende der 1990er Jahre an der Queen of the World teil. (1996 gewann diesen Wettbewerb noch die Miss Germany Yasemin Mansoor). Daher wurde der Titel gelegentlich auch Queen of the World Germany genannt.
- 2006 bis Juli 2007 besaß die Schalk Production in Magdeburg die Lizenz für den Wettbewerb Queen of the World Germany und die Konzession für die Teilnahme an der Queen of the World. Im November 2006 wurde Katrin Schwarz als Queen of the World Germany 2007 gewählt.
- Nachdem die Schalk Production ihre Konzession zur Queen of the World zurückgegeben hatte, nahm Ende 2007 die Dritte der Miss Germany, Katie Steiner, an diesem internationalen Wettbewerb teil.

### Beauty Queen of Germany
| Miss Germany Corporation | Miss Germany Corporation | Miss Germany Corporation                            |
| ------------------------ | ------------------------ | --------------------------------------------------- |
| Jahr                     | Name                     | Ort der Wahl                                        |
| 2000                     | Agnes Glowacki           | Oldenburg (Oldenburg), Restaurant Schöne Aussichten |
| B-QOG-Management         |                          |                                                     |
| Jahr                     | Name                     | Ort der Wahl                                        |
| 2004/05                  | Nadine Trompka           | Hannover                                            |

- Der Wettbewerb 2000 wurde von der MGC veranstaltet und fand zunächst unter dem Titel Queen of Germany statt, wurde aber wegen Einspruchs der QGE kurz vor der Wahl in Beauty Queen of Germany umbenannt.
- Nadine Trompka wurde vom B-QOG-Management (so ihre Schärpen-Aufschrift) gewählt, was wohl mit Beauty Queen of Germany Management zu übersetzen ist.

### Miss Millennium Deutschland/Princess of Germany
| Miss Millennium Deutschland | Miss Millennium Deutschland | Miss Millennium Deutschland | Miss Millennium Deutschland            |
| --------------------------- | --------------------------- | --------------------------- | -------------------------------------- |
| Jahr                        | Name                        | Qualifiziert als            | Ort der Wahl                           |
| 2000                        | Nadin Becker                | ?                           | Magdeburg, Upstalsboom Hotel Ratswaage |
| Princess of Germany         |                             |                             |                                        |
| Jahr                        | Name                        | Qualifiziert als            | Ort der Wahl                           |
| 2000                        | Mirjana Bogojevic           | ?                           | Halle, Treff Hansa Hotel               |
| 2001                        | Nicole Kratochwil           | Princess of Niedersachsen   | Halle, Treff Hansa Hotel               |
| 2002–03                     | ?                           | ?                           | ?                                      |
| 2004                        | Josephina Balasus           | Princess of Sachsen-Anhalt  | Leipzig, Diskothek SAX                 |

- Miss Millennium Deutschland wurde für 2000 gewählt von der MGF – Miss Germany Foundation mit Sitz in Barby (Sachsen-Anhalt).
- Die Princess Entertainment & Media Group (ebenfalls Barby, Sachsen-Anhalt) ist Nachfolgeorganisation der MGF. Diese hat sich umbenannt, weil der Name Miss Germany nicht mehr verwendet werden darf. Sie hat Anfang 2000 die Rechte für die Wortmarken Princess und Princess of Germany vom deutschen Patent- u. Markenamt erworben. Die Endwahlen fanden bisher immer in den neuen Bundesländern statt, sind aber seit 2005 nicht mehr nachweisbar.
- 2007 erwarb die Schalk Production in Magdeburg die Rechte zur Wahl der Princess of Germany von der bisherigen Lizenzinhaberin C. Ries, musste sie aber im Frühjahr 2008 wieder zurückgeben.
- Mirjana Bogojevic war 2001 auch zur Miss Germany der MGC gewählt worden.

### Top Model of Germany/Top Model Deutschland
| Top Model of Germany: MGA/MGO                                              | Top Model of Germany: MGA/MGO | Top Model of Germany: MGA/MGO                                                                                             | Top Model of Germany: MGA/MGO |
| -------------------------------------------------------------------------- | ----------------------------- | --- | ----------------------------- |
| Jahr                                                                       | Name                          | Bemerkungen |                               |
| 1993                                                                       | Tanja Nagel                   | |                               |
| 1994                                                                       | Tanja Wild                    | |                               |
| 1995                                                                       | Ilka Endres                   | |                               |
| 1996                                                                       | Miriam Ruppert                | |                               |
| 1997                                                                       | Katharina Schmidt             | |                               |
| 1998                                                                       | Franziska Schaub              | erreicht Platz 1 beim Top Model of the World                                                                              |                               |
| 1999                                                                       | Bianka Dauber                 | |                               |
| 2000                                                                       | Heike Schmidt                 | |                               |
| Top Model of Germany: Yet-Set Corporation                                  |                               | |                               |
| Jahr                                                                       | Name                          | Bemerkungen |                               |
| 2001                                                                       | Daniela Dürr                  | |                               |
| 2002f.                                                                     | ?                             | wahrscheinlich 2003 zuletzt durchgeführt                                                                                  |                               |
| Top Model of the World: Teilnehmerinnen des MGO – Komitee Miss Deutschland |                               | |                               |
| Jahr                                                                       | Name                          | Bemerkungen |                               |
| 2001                                                                       | Aljona Glöckner               | |                               |
| 2002                                                                       | Natascha Börger               | als Miss Deutschland (erreicht Platz 1)                                                                                   |                               |
| 2003                                                                       | Daniela Schulz                | |                               |
| 2004                                                                       | Viktoria Stadtlander          | als Vize-Miss Deutschland (erreicht Platz 4)                                                                              |                               |
| Top Model Deutschland: MGO – Komitee Miss Deutschland                      |                               | |                               |
| Jahr                                                                       | Name                          | Bemerkungen |                               |
| 2005                                                                       | Sarah Zöllner                 | zunächst als Top Model of Germany bezeichnet                                                                              |                               |
| 2006                                                                       | Daniela Domröse               | als Miss Deutschland (erreicht Platz 6)                                                                                   |                               |
| 2007                                                                       | Alessandra Alores             | erreicht Platz 1 beim Top Model of the World                                                                              |                               |
| 2008                                                                       | Svetlana Tsys                 | |                               |
| 2009                                                                       | Daniela Arckenberg            | |                               |
| 2010                                                                       | Leslie Braumann               | |                               |
| 2011                                                                       | Jasmin Herzinger              | |                               |
| 2012                                                                       | Livia Piotrowicz              | rückte nach, nachdem der Siegerin Victoria Paschold wegen regelwidrigen Verhaltens der Titel nachträglich aberkannt wurde |                               |
| 2013                                                                       | Edina Balic                   | |                               |

- Der Wettbewerb Top Model of Germany wird 1993 bis 2000 von der MGA – Miss Germany Association mit Sitz in Bergheim bei Köln und ihren Nachfolgerinnen veranstaltet (MGO – Miss Germany Organisation bzw. MGO – Komitee Miss Deutschland). Die Siegerinnen nehmen am Top Model of the World teil.
- 2001 nimmt jedoch die Yet-Set Corporation in Köln Titelschutz unter Hinweis auf § 5 Abs. 3 MarkenG hierfür in Anspruch. Sie führt den Wettbewerb wahrscheinlich bis 2003 durch (Zumindest ist für das Jahr ein Top Model of Bavaria überliefert, das am Top Model of Germany teilnehmen sollte). Eine Lizenz für die Teilnahme am Top Model of the World besitzt Yet-Set allerdings nicht.
- Das MGO – Komitee Miss Deutschland entsendet in dieser Zeit Miss-Deutschland-Finalistinnen zum Top Model of the World und führte 2005 und 2007 auch wieder einen entsprechenden deutschen Wettbewerb durch.

### Model of the World Germany
| Model of the World Germany | Model of the World Germany | Model of the World Germany           | Model of the World Germany |
| -------------------------- | -------------------------- | ------------------------------------ | -------------------------- |
| Jahr                       | Name                       | Qualifiziert als                     | Ort der Wahl               |
| 2001                       | Karin Gillich              | Model of the World Bayern            | Ulm                        |
| 2002                       | Evelina Janke              | Model of the World Bremen            | München                    |
| 2003                       | Stephanie Thier            | Model of the World Bayern            | Wiesbaden, Kurhaus         |
| 2004                       | Daniela Domröse            | Model of the World Süddeutschland    | Neunkirchen                |
| 2005/06                    | Hana Nitsche               | Model of the World Rheinland-Pfalz   | Regensburg                 |
| 2007                       | Natalie Sulianto           | Model of the World Mitteldeutschland | München                    |
| 2008                       | Sandra Klinker             | Model of the World Bremen            | München                    |

- Der Wettbewerb wird nach eigenen Angaben seit 2000 vom Oliver B. Modelmanagement (Oliver Burghart, Stuttgart) organisiert. Die Jahreszahlen entsprechen den in der offiziellen Webseite angegebenen. In anderen Quellen werden jedoch Stephanie Thier als Model of the World Germany 2004 und Hana Nitsche als Model of the World Germany 2006 bezeichnet. Die letztgenannte erreichte darüber hinaus Platz 3 in der zweiten Staffel von Germany’s Next Topmodel.
- Die Gewinnerinnen nehmen am Model of the World bzw. Model of the Universe teil. (Diese Wettbewerbe werden von der Organisation der Miss Tourism World durchgeführt.)

### Miss Allemagne
Auch für diesen Wettbewerb beansprucht 2001 die Yet-Set Corporation in Köln Titelschutz.
Zu den Siegerinnen liegen widersprüchliche Angaben vor:
2001 werden sowohl Jennifer Dietrich als auch Eileen Bali genannt, 2003 fand die Wahl in Kiel statt (Gewinnerin unbekannt). Der Wettbewerb scheint seither nicht mehr durchgeführt worden zu sein.

### Miss 50plus Germany
Der Schönheitswettbewerb für Frauen ab 50 Jahren wird seit 2012 von der Miss Germany Corporation und rtv organisiert.
2017 musste eine Kandidatin zum Zeitpunkt des Finales mindestens 50 Jahre alt sein, zwei Monate zuvor einen Bewerbungsbogen ausgefüllt und mit einem Porträt- und einem Ganzkörperfoto versehen haben. Die Top 60 Kandidatinnen wurden zu einem Casting eingeladen und 20 von ihnen für das Finale ausgewählt. Preise für die Siegerin waren eine siebentägige Auslandsreise, ein Boxspringbett, ein Wochenende in einem Fünfsternehotel u. a.
| Miss 50plus Germany | Miss 50plus Germany                      | Miss 50plus Germany                 | Miss 50plus Germany                 | Miss 50plus Germany                      |                                     |
| ------------------- | ---------------------------------------- | ----------------------------------- | ----------------------------------- | ---------------------------------------- | ----------------------------------- |
| Jahr                | Name Bemerkung                           | Alter                               | Wohnort                             | Ort der Wahl                             |                                     |
| 2012                | Christine Wache                          | 53                                  | Berlin                              | Glasparadies Bodenmais                   |                                     |
| 2013                | Monika Römer-Emich                       | 53                                  | Flein                               | Glasparadies Bodenmais                   |                                     |
| 2014                | Kerstin Marie Huth-Rauscher              | 61                                  | Frankfurt am Main                   | Kurhaus Bad Neuenahr                     |                                     |
| 2015                | Martina Selke                            | 56                                  | Burgholzhausen                      | Kurhaus Bad Neuenahr                     |                                     |
| 2016                | Christine Lösch-Schleier                 | 64                                  | Königslutter                        | Mercure MOA Hotel Berlin                 |                                     |
| 2017                | Manuela Thoma-Adofo                      | 50                                  | Kirchheim                           | Schloss Oldenburg                        |                                     |
| 2018                | Evelyn Reißmann                          | 52                                  | Plauen                              | Wandelhalle Bad Zwischenahn              |                                     |
| 2019                | Tatjana Jünger                           | 51                                  | Sandkrug                            | Hotel-Residence Klosterpforte            |                                     |
| 2020                | – Coronabedingt nicht ausgetragen –      | – Coronabedingt nicht ausgetragen – | – Coronabedingt nicht ausgetragen – | – Coronabedingt nicht ausgetragen –      | – Coronabedingt nicht ausgetragen – |
| 2021                | Marielena Aponte gebürtige Venezolanerin | 51                                  | Frankfurt am Main                   | Hotel Dollenberg Bad Peterstal-Griesbach |                                     |

## Misswahlen in der DDR
| Miss DDR und Vorläuferinnen | Miss DDR und Vorläuferinnen | Miss DDR und Vorläuferinnen          | Miss DDR und Vorläuferinnen |
| --------------------------- | --------------------------- | ------------------------------------ | --------------------------- |
| Jahr                        | Name                        | Ort der Wahl                         | Titel                       |
| 1986                        | Katrin Gawenda              | Berlin, Gaststätte An der Feuerwache | Miss Frühling               |
| 1987                        | Cornelia Franzke            | Berlin, Gaststätte Zenner            | Miss Frühling               |
| 1988                        | Gabi Kirmihs                | Berlin, Gaststätte Zenner            | Miss Sommer                 |
| 1990                        | Susanne Körbs               | Berlin, Kulturhaus Bergmann-Borsig   | Miss Berlin/DDR             |
| 1990                        | Leticia Koffke              | Schwerin, Halle am Fernsehturm       | Miss DDR                    |

- 1986–1990 handelte es sich um private Veranstaltungen.
- Die letzte Wahl 1990 führte die MGC durch. Leticia Koffke wurde anschließend Miss Germany für Gesamt-Deutschland.

## Internationale Erfolge
| Miss World              | Miss World            | Miss World |
| ----------------------- | --------------------- | --- |
| 1956                    | Petra Schürmann       | Sie hatte bei der Wahl zur Miss Germany Platz 3 belegt, wurde aber vom Veranstalter wegen ihrer besseren Englisch-Kenntnisse zum Wettbewerb geschickt.                                      |
| 1980                    | Gabriella Brum        | Sie trat am Tag nach ihrer Wahl zur Miss World zurück. Angeblich hatte ihr Freund etwas gegen ihre neuen Verpflichtungen, wahrscheinlicher ist jedoch, dass von ihr Nacktfotos existierten. |
| Miss Universe           |                       | |
| 1961                    | Marlene Schmidt       | |
| Miss International      |                       | |
| 1965                    | Ingrid Finger         | Sie hatte bei der Wahl zur Miss Germany Platz 2 belegt. |
| 1989                    | Iris Klein            | Sie hatte bei der Wahl zur Miss Germany Platz 3 belegt. |
| Miss Intercontinental   |                       | |
| 1992                    | Susanne Petry         | |
| 1993                    | Verona Feldbusch      | |
| 2000                    | Sabrina Schepmann     | Sie war nicht Miss Germany, sondern Miss Deutschland. |
| Queen of the World      |                       | |
| 1988                    | Susann Stoss          | |
| 1992                    | Ines Kuba             | |
| 1996                    | Yasemin Mansoor       | |
| Top Model of the World  |                       | |
| 1997                    | Franziska Schaub      | |
| 2002                    | Natascha Börger       | Sie war nicht Miss Germany, sondern Miss Deutschland. |
| 2008                    | Alessandra Alores     | Sie war nicht Miss Germany, sondern Top Model Deutschland. |
| Supermodel of the World |                       | |
| 1994                    | Georgia Göttmann      | Die Teilnehmerinnen sind keine Miss-Wahl-Siegerinnen. Sie stammen aus Model- und Mannequin-Agenturen.                                                                                       |
| 2002                    | Dari Maximova         | Die Teilnehmerinnen sind keine Miss-Wahl-Siegerinnen. Sie stammen aus Model- und Mannequin-Agenturen.                                                                                       |
| Miss Europe             |                       | |
| 1954                    | Christel Schaack      | Sie wurde disqualifiziert, weil sie verwitwet war. |
| 1956                    | Margit Nünke          | |
| 1961                    | Ingrun Helgard Möckel | |
| 1965                    | Juliane Herm          | |
| 1972                    | Monika Sarp           | |
| 1991                    | Susanne Petry         | Sie wurde aus unbekanntem Grund disqualifiziert. |
| 2005                    | Shermine Shahrivar    | Sie war nicht Miss Germany, sondern Miss Deutschland. |
| Queen of Europe         |                       | |
| 1987                    | Anja Hörnich          | |
| Miss Baltic Sea         |                       | |
| 1997                    | Nadine Schmidt        | |
| 2003                    | Natascha Börger       | Sie war nicht Miss Germany, sondern Miss Deutschland. |

## Deutsche Teilnehmerinnen an internationalen Wettbewerben
Nicht alle der hier angeführten Teilnehmerinnen trugen den Titel Miss Germany: Es wurden Finalistinnen verschiedener Wettbewerbe (auch zum Beispiel der Miss Deutschland) delegiert.
So kandidierten bei der Miss World in den 1950er und 1960er Jahren nur ausnahmsweise die Siegerinnen des Miss-Germany-Wettbewerbs. Bei der Miss World Petra Schürmann sind zwei verschiedene Begründungen im Umlauf, weshalb sie als Drittplatzierte teilnahm: Der häufiger publizierten zufolge habe sie die besseren Englischkenntnisse gehabt und sei deswegen vom Miss-Germany-Veranstalter nach London gesandt worden. Nach einer weniger häufig genannten Version sei die Erste (Marina Orschel) erkrankt, während die Zweite noch minderjährig gewesen sei und keine Einwilligung ihrer Eltern erhalten habe. Diese Begründungen wurden möglicherweise nachgeschoben. Tatsächlich nahmen im genannten Zeitraum die Miss-Germany-Gewinnerinnen regelmäßig an der Miss Universe, gelegentlich an der Miss Europe, aber eher selten an der Miss World teil.
Soweit bekannt, ist in Klammern hinter dem Namen die Platzierung im jeweiligen internationalen Wettbewerb angegeben: Eine Ziffer bedeutet den Platz, SF = Semi-Finalistin. (N. N. = es gab eine deutsche Teilnehmerin, deren Name jedoch nicht überliefert ist).

### Die „Großen Vier“
| Die „Großen Vier“ | Die „Großen Vier“             | Die „Großen Vier“      | Die „Großen Vier“          | Die „Großen Vier“          |
| ----------------- | ----------------------------- | ---------------------- | -------------------------- | -------------------------- |
| Jahr              | Miss World                    | Miss Universe          | Miss International         | Miss Intercontinental      |
| 1951              | keine Teilnahme               | kein Wettbewerb        | kein Wettbewerb            | kein Wettbewerb            |
| 1952              | Vera Marks (3)                | Renate Hoy (5)         | kein Wettbewerb            | kein Wettbewerb            |
| 1953              | Heidi Krüger                  | Christel Schaack (SF)  | kein Wettbewerb            | kein Wettbewerb            |
| 1954              | Frauke Walther (5)            | Regina Ernst (4)       | kein Wettbewerb            | kein Wettbewerb            |
| 1955              | Beate Krüger                  | Margit Nünke (4)       | kein Wettbewerb            | kein Wettbewerb            |
| 1956              | Petra Schürmann (1)           | Marina Orschel (2)     | kein Wettbewerb            | kein Wettbewerb            |
| 1957              | Annemarie Karsten             | Gerti Daub (5)         | kein Wettbewerb            | kein Wettbewerb            |
| 1958              | Dagmar Herner (SF)            | Marlies Behrens (SF)   | kein Wettbewerb            | kein Wettbewerb            |
| 1959              | Helga Meyer (SF)              | Carmela Künzel (SF)    | kein Wettbewerb            | kein Wettbewerb            |
| 1960              | Ingrun H. Möckel (4)          | Ingrun H. Möckel (SF)  | Helga Kirsch (SF)          | kein Wettbewerb            |
| 1961              | Romy März (SF)                | Marlene Schmidt (1)    | Renate Möller (SF)         | kein Wettbewerb            |
| 1962              | Anita Steffen                 | Gisela Karschuck       | Erni Jung (SF)             | kein Wettbewerb            |
| 1963              | Susie Gruner                  | Helga C. Ziesemer (SF) | Marion Zota (SF)           | kein Wettbewerb            |
| 1964              | Juliane Herm (SF)             | Martina Kettler        | Monika Brugger (SF)        | kein Wettbewerb            |
| 1965              | Karin Schulz (SF)             | Ingrid Bethke          | Ingrid Finger (1)          | kein Wettbewerb            |
| 1966              | Jutta Lanske (SF)             | Marion Heinrich (SF)   | kein Wettbewerb            | kein Wettbewerb            |
| 1967              | Ruth Köcher (7)               | Fee von Zitzewitz      | Renate Schmale             | kein Wettbewerb            |
| 1968              | Margot Schmalzriedt (SF)      | Lilian Atterer         | Margot Schmalzriedt        | kein Wettbewerb            |
| 1969              | Christa Margraf (3)           | Gesine Froese          | Brigitta Komorowski        | kein Wettbewerb            |
| 1970              | Dagmar Ruthenberg             | Irene Neumann          | Silke Kahl (SF)            | kein Wettbewerb            |
| 1971              | Irene Neumann                 | Vera Kirst             | Christa Saul               | kein Wettbewerb            |
| 1972              | Heidi Weber                   | Heidi Weber (SF)       | Brigitte Burfino (SF)      | kein Wettbewerb            |
| 1973              | keine Teilnahme               | Dagmar Winkler         | Ingeborg Martin (SF)       | kein Wettbewerb            |
| 1974              | Sabrina Erlmeier              | Ursula Fäustle         | Martina Zanft              | kein Wettbewerb            |
| 1975              | Marina Langner (2)            | Sigrid Klose           | Sigrid Klose               | kein Wettbewerb            |
| 1976              | Monika Schneeweis             | Birgit Hamer           | Paula Bergner              | kein Wettbewerb            |
| 1977              | Dagmar Winkler (3)            | Marie-Luise Gassen (5) | Dagmar Winkler (2)         | kein Wettbewerb            |
| 1978              | Monika Greis                  | Eva Marie Gottschalk   | Petra Brinkmann (4)        | kein Wettbewerb            |
| 1979              | Andrea Hontschik (SF)         | Andrea Hontschik (SF)  | Claudia Herzog             | kein Wettbewerb            |
| 1980              | Gabriella Brum (1)            | Kathrin Glotzl         | Petra Machalinski          | kein Wettbewerb            |
| 1981              | Barbara Reimund               | Marion Kurz (SF)       | Barbara Reimund (SF)       | kein Wettbewerb            |
| 1982              | Kerstin Paeserack             | Kerstin Paeserack (SF) | Jutta Beck                 | Liane Schurer              |
| 1983              | Claudia Zielinski             | Loana Radecki (SF)     | Loana Radecki              | Sylvia Enders              |
| 1984              | Brigitte Berx                 | Brigitte Berx (SF)     | Petra Geisler (SF)         |                            |
| 1985              | Marion Morell                 | Stefanie Roth          | Stefanie Roth              |                            |
| 1986              | Dagmar Schulz                 | Birgit Jahn            | Birgit Jahn                |                            |
| 1987              | Christiane Kopp               | Dagmar Schulz          | Dagmar Schulz (SF)         |                            |
| 1988              | Katja Münch                   | Christiane Kopp        | Christiane Kopp            |                            |
| 1989              | Jasmine Bell                  | Andrea Stelzer (SF)    | Iris Klein (1)             |                            |
| 1990              | Christiane Stöcker            | Christiane Stöcker     | Ilka Endres                |                            |
| 1991              | Susanne Petry                 | Katrin Richter         | Katrin Richter             | Petra Hack (3)             |
| 1992              | Carina Jope                   | Monika Resch           | Meike Schwarz (SF)         | Susanne Petry (1)          |
| 1993              | Petra Klein                   | Verona Feldbusch       | Katja Mordarski            | Verona Feldbusch (1)       |
| 1994              | Marte Helberg                 | Tanja Wild             | Viola Tuschardt            | Tanja Wild                 |
| 1995              | Isabell Brauer                | Ilka Endres            | Katja Honak                | Bianca Dauber (3)          |
| 1996              | Melanie Ernst                 | Miriam Ruppert         | Andrea Walaschewski        | Miriam Ruppert (SF)        |
| 1997              | Katja Glawe                   | Agathe Neuner          | Manuela Breer              | Sandra Suppa               |
| 1998              | Sandra Ahrabian               | Katharina Mainka       | Fiona Ammann               | Katharina Mainka (3)       |
| 1999              | Susan Hoecke                  | Diana Drubig           | Tania Freudenberg          | Diana Drubig (4)           |
| 2000              | Natascha Berg                 | Sabrina Schepmann      | Doreen Adler               | Sabrina Schepmann (1)      |
| 2001              | Adina Wilhelmi                | Claudia Bechstein      | Anna Ziemski               | Claudia Bechstein (SF)     |
| 2002              | Indira Selmic                 | Natascha Börger (SF)   | Eva Dedecke                | Natascha Börger (3)        |
| 2003              | Babett Konau                  | Alexandra Vodjanikova  | Alexandra Vodjanikova      | Alexandra Vodjanikova (SF) |
| 2004              | Inka Weickel                  | Shermine Shahrivar     | Natascha Börger (SF)       | Shermine Shahrivar (SF)    |
| 2005              | Daniela Risch                 | Aslı Bayram            | Annika Pinter              | Aslı Bayram (SF)           |
| 2006              | Edita Orascanin               | Natalie Ackermann      | Hiltja Müller              | Natalie Ackermann (5)      |
| 2007              | Janice Behrendt               | Angelina Glass         | Svetlana Tsys              | Elena Schmidt              |
| 2008              | Anne Katrin Walter            | Madina Taher           | Katharina Bondarenko       | Linda Leiste               |
| 2009              | Stefanie Peeck                | Martina Lee            | Valora Roucek              | Svetlana Tsys              |
| 2010              | Susanna Marie Kobylinski (SF) | Kristiana Rohder       | Johanna Acs (SF)           | Katharina Schönau          |
| 2011              | Sabrina Nathalie Reitz        | Valeria Bystritskaia   | Sandra Barbara Kaczmarczyk | Zallascht Sadat            |
| 2012              | Martina Ivezaj                | Alicia Endemann        | Aline Marie Massel         | Susan Henry                |
| 2013              | Amina Sabbah                  | Anne Julia Hagen       | Oksana Koroleva            | Elena Schmidt (SF)         |
| 2014              | Egzonita Ala                  | Josefin Donat          | Katharina Rodin            | Fjollza Avdiu              |
| 2015              | Albijona Muharrmaj            | Sarah-Lorraine Riek    | keine Teilnahme            | Mailin Marrero             |
| 2016              | Selina Kriechbaum             | Johanna Acs            | keine Teilnahme            | Katrin Eisenberg           |
| 2017              | Dalia Jabri                   | Sophia Koch            | keine Teilnahme            | Dalia Jabri                |

### Weitere Wettbewerbe mit weltweitem Anspruch
| Sonstige weltweite Wettbewerbe | Sonstige weltweite Wettbewerbe                                 | Sonstige weltweite Wettbewerbe | Sonstige weltweite Wettbewerbe | Sonstige weltweite Wettbewerbe   |
| ------------------------------ | -------------------------------------------------------------- | ------------------------------ | ------------------------------ | -------------------------------- |
| Jahr                           | Queen of the World                                             | Miss Globe                     | Miss Earth                     | Miss Tourism Queen International |
| 1988                           | Susann Stoss (1)                                               | Andrea Blindhammer             | kein Wettbewerb                | kein Wettbewerb                  |
| 1989                           | Nicole Reinhardt (2)                                           | Jasmine Bell                   | kein Wettbewerb                | kein Wettbewerb                  |
| 1990                           | Leticia Koffke [Miss DDR] (2) Claudia Weins [Miss Germany] (4) | N.                             | kein Wettbewerb                | kein Wettbewerb                  |
| 1991                           | kein Wettbewerb                                                | ?                              | kein Wettbewerb                | kein Wettbewerb                  |
| 1992                           | Ines Kuba (1)                                                  | ?                              | kein Wettbewerb                | kein Wettbewerb                  |
| 1993                           | kein Wettbewerb                                                | ?                              | kein Wettbewerb                | kein Wettbewerb                  |
| 1994                           | Cornelia Oehlmann (SF)                                         | ?                              | kein Wettbewerb                | kein Wettbewerb                  |
| 1995                           | Beate Almer (2)                                                | ?                              | kein Wettbewerb                | kein Wettbewerb                  |
| 1996                           | Yasemin Mansoor (1)                                            | Marion Meinert                 | kein Wettbewerb                | kein Wettbewerb                  |
| 1997                           | Sabrina Paradies (3)                                           | Sandra Suppa                   | kein Wettbewerb                | kein Wettbewerb                  |
| 1998                           | Michalina Koscielniak (3)                                      | N.                             | kein Wettbewerb                | kein Wettbewerb                  |
| 1999                           | kein Wettbewerb                                                | ?                              | kein Wettbewerb                | kein Wettbewerb                  |
| 2000                           | Sandra Hoffmann (3)                                            | Sonja Strobl                   | kein Wettbewerb                | kein Wettbewerb                  |
| 2001                           | kein Wettbewerb                                                | ?                              | keine Teilnahme                | kein Wettbewerb                  |
| 2002                           | [2001/02] Katharina Berndt (5)                                 | ?                              | Miriam Thiele                  | kein Wettbewerb                  |
| 2003                           | Melanie Eder (4)                                               | ?                              | Jolena Kwasow                  | kein Wettbewerb                  |
| 2004                           | Ann-Cathrin Schmidt                                            | Jolena Kwasow                  | keine Teilnahme                | Jolena Kwasow (2)                |
| 2005                           | kein Wettbewerb                                                | Sarah Guerten                  | Rebecca Kurnikowski            | Mimoza Rrahmani                  |
| 2006                           | Katrin Schwarz                                                 | keine Teilnahme                | Fatima Funk                    | Jennifer Taube                   |
| 2007                           | Katie Steiner                                                  | Janine Vera Nawitzki           | Sinem Ramazanoglu              | Nadine Domröse                   |
| 2008                           | Sarah Amon (3)                                                 | Dafina Sylejmani               | Dayana Schult                  | keine Teilnahme                  |
| 2009                           | Klaudia Domagalski                                             | Klaudia Domagalski             | keine Teilnahme                | keine Teilnahme                  |
| 2010                           | Katharina Schönau                                              | keine Teilnahme                | Reingard Hagemann              | kein Wettbewerb                  |
| 2011                           | Sabrina Kufner                                                 | Stephanie Alice (1)            | Manou Vivien Volkmer           | Michelle Goldermann              |
| 2012                           | 2011 letzter Wettbewerb?                                       | Jackeline Dobritzsch           | Nel-Linda Zublewitz (Top 16)   | kein Wettbewerb                  |
| 2013                           |                                                                | keine Teilnahme                | Caroline Noeding               | keine Teilnahme                  |
| 2014                           | kein Wettbewerb                                                | Nicole Ockert                  | Arta Muja                      | keine Teilnahme                  |
| 2015                           |                                                                | Kyliee Anderson                | Melanie Sofia Bauer            | keine Teilnahme                  |
| 2016                           |                                                                | keine Teilnahme                | keine Teilnahme                | keine Teilnahme                  |

- Queen of the World: Die Wettbewerbe fanden zumeist Ende des angegebenen Jahres statt, der für 2001 jedoch erst Anfang 2002; daher die offizielle Lesart 2001/02. Die Veranstaltung 1990 dürfte der einzige internationale Schönheitswettbewerb gewesen sein, an dem zwei deutsche Kandidatinnen teilnahmen: Miss Germany und Miss DDR.
- Miss Globe: Fehlende Jahre sind unvollständig dokumentiert. Der Wettbewerb hat zwar stattgefunden, es sind aber nicht mehr alle Teilnehmerinnen bekannt. Seit 2010 gibt es zwei Wettbewerbe mit diesem Namen, einen türkischen (in Nordzypern ausgetragen) und einen albanischen. Die in der Liste ab 2011 angegebenen Kandidatinnen nahmen am Wettbewerb in Albanien teil, den Stephanie Alice sogar gewann.
- Miss Earth wird seit 2001 auf den Philippinen veranstaltet und hat bis 2011 die Zahl seiner Teilnehmerinnen von 42 auf 95 gesteigert.
- Miss Tourism Queen International findet seit 2004 jährlich in der Volksrepublik China statt und hat bis 2011 die Zahl seiner Teilnehmerinnen von 55 auf 92 steigern können (2008 waren es sogar 113).

### Europäische Wettbewerbe
| Europäische Wettbewerbe | Europäische Wettbewerbe    | Europäische Wettbewerbe |
| ----------------------- | -------------------------- | ----------------------- |
| Jahr                    | Miss Europe                | Miss Baltic Sea         |
| 1948                    | keine Teilnahme            | kein Wettbewerb         |
| 1949                    | Irmgard Stroessinger       | kein Wettbewerb         |
| 1950                    | Susanne Erichsen           | kein Wettbewerb         |
| 1951                    | kein Wettbewerb            | kein Wettbewerb         |
| 1952                    | Vera Marks                 | kein Wettbewerb         |
| 1953                    | Marie-Louise Nagel         | kein Wettbewerb         |
| 1954                    | Christel Schaack (1)       | kein Wettbewerb         |
| 1955                    | Sonja Dahnk                | kein Wettbewerb         |
| 1956                    | Margit Nünke (1)           | kein Wettbewerb         |
| 1957                    | Gerti Daub (3)             | kein Wettbewerb         |
| 1958                    | Dagmar Herner (2)          | kein Wettbewerb         |
| 1959                    | Carmela Künzel (4)         | kein Wettbewerb         |
| 1960                    | Rita Simon (2)             | kein Wettbewerb         |
| 1961                    | Ingrun H. Möckel (1)       | kein Wettbewerb         |
| 1962                    | Irene Ott                  | kein Wettbewerb         |
| 1963                    | Gisela Karschuck           | kein Wettbewerb         |
| 1964                    | Marion Zota (2)            | kein Wettbewerb         |
| 1965                    | Juliane Herm (1)           | kein Wettbewerb         |
| 1966                    | Tove Regine Neitzel (6)    | kein Wettbewerb         |
| 1967                    | Brigitte Boy               | kein Wettbewerb         |
| 1968                    | N.N. (4)                   | kein Wettbewerb         |
| 1969                    | Elke Hein (3)              | kein Wettbewerb         |
| 1970                    | Vera Kirst                 | kein Wettbewerb         |
| 1971                    | Lilian Atterer             | kein Wettbewerb         |
| 1972                    | Monika Sarp (1)            | kein Wettbewerb         |
| 1973                    | Irmgard Braun              | kein Wettbewerb         |
| 1974                    | N.                         | kein Wettbewerb         |
| 1975                    | kein Wettbewerb            | kein Wettbewerb         |
| 1976                    | Karen Fastner              | kein Wettbewerb         |
| 1977                    | kein Wettbewerb            | kein Wettbewerb         |
| 1978                    | Dagmar Winkler (2)         | kein Wettbewerb         |
| 1979                    | kein Wettbewerb            | kein Wettbewerb         |
| 1980                    | Andrea Hontschik (Top 7)   | kein Wettbewerb         |
| 1981                    | Edith Maciejek             | kein Wettbewerb         |
| 1982                    | Bettina Seylert            | kein Wettbewerb         |
| 1983                    | kein Wettbewerb            | kein Wettbewerb         |
| 1984                    | Loana Radecki (5)          | kein Wettbewerb         |
| 1985                    | Anke Symkowitz (2)         | kein Wettbewerb         |
| 1986                    | kein Wettbewerb            | kein Wettbewerb         |
| 1987                    | kein Wettbewerb            | kein Wettbewerb         |
| 1988                    | keine Teilnahme            | kein Wettbewerb         |
| 1989                    | kein Wettbewerb            | kein Wettbewerb         |
| 1990                    | kein Wettbewerb            | kein Wettbewerb         |
| 1991                    | Susanne Petry (1)          | kein Wettbewerb         |
| 1992                    | Meike Schwarz (SF)         | kein Wettbewerb         |
| 1993                    | Verona Feldbusch           | kein Wettbewerb         |
| 1994                    | Alexandra Klim             | kein Wettbewerb         |
| 1995                    | Ilka Endres (SF)           | kein Wettbewerb         |
| 1996                    | Miriam Ruppert             | Karen Niehus            |
| 1997                    | keine Teilnahme            | Nadine Schmidt (1)      |
| 1998                    | kein Wettbewerb            | Mirjana Matijevic       |
| 1999                    | Helene Löwenstein          | Katharina Mainka (2)    |
| 2000                    | kein Wettbewerb            | Ellen Ewering           |
| 2001                    | Katharina Berndt           | Sylvia Schweda          |
| 2002                    | Natascha Börger (2)        | Katharina Berndt (3)    |
| 2003                    | Alexandra Vodjanikova (SF) | Natascha Börger (1)     |
| 2004                    | kein Wettbewerb            | Silke Stark             |
| 2005                    | Shermine Shahrivar (1)     | Ivana Martinovic (3)    |
| 2006                    | Daniela Domröse (SF)       | Aslı Bayram             |
| 2007                    | kein Wettbewerb            | Daniela Domröse         |
| 2008                    | kein Wettbewerb            | Alena Gerber            |

- Miss Europe: Veranstaltungen, die zeitlich an einen ausgefallenen Wettbewerb grenzten, erhielten eine doppelte Jahreszahl als Benennung, zum Beispiel 1991 Miss Europe 1990/91. Miss Europe fand 2006 zuletzt statt.
- Miss Baltic Sea: Bei diesem Wettbewerb fand die Veranstaltung im Herbst vor dem Amtsjahr statt: Miss Baltic Sea 1996 wurde also bereits 1995 gewählt usw. Ab Ende 2006 hieß er Miss Baltic Sea and Scandinavia und wurde nur noch zweimal ausgetragen.

### Wettbewerbe vor 1945
| Wettbewerbe vor dem Zweiten Weltkrieg | Wettbewerbe vor dem Zweiten Weltkrieg          | Wettbewerbe vor dem Zweiten Weltkrieg |
| ------------------------------------- | ---------------------------------------------- | ------------------------------------- |
| Jahr                                  | Miss Universe                                  | Miss Europe                           |
| 1926–27                               | keine Teilnahme                                | kein Wettbewerb                       |
| 1928                                  | Hella Hoffmann                                 | N.                                    |
| 1929                                  | Ingeborg Grahn                                 | Elisabeth Rodzyn                      |
| 1930                                  | [Galveston, Texas] Carla Bohl                  | Dorit Nitykowski                      |
| 1930                                  | [Rio de Janeiro] Dorit Nitykowski              | Dorit Nitykowski                      |
| 1931                                  | Daisy d’Ora [Daisy Baronesse von Freyberg] (4) | Ruth Ingrid Richard                   |
| 1932                                  | Ruth Ingrid Richard                            | Liselotte de Booy-Schulze             |
| 1933                                  | kein Wettbewerb                                | Charlotte Hartmann                    |
| 1934                                  | kein Wettbewerb                                | Emma Kant                             |
| 1935                                  | keine Teilnahme                                | Elisabeth Pitz                        |
| 1936–38                               | kein Wettbewerb                                | keine Teilnahme                       |

- Zu Emma Kant und Elisabeth Pitz: siehe oben (Miss Germany vor dem Zweiten Weltkrieg).

### Weitere, nicht mehr ausgetragene Wettbewerbe
| Ehemalige Wettbewerbe | Ehemalige Wettbewerbe   | Ehemalige Wettbewerbe | Ehemalige Wettbewerbe |
| --------------------- | ----------------------- | --------------------- | --------------------- |
| Jahr                  | Miss Maja               | Miss Nations          | Queen of the Year     |
| 1963                  | kein Wettbewerb         | Anita Steffen         | kein Wettbewerb       |
| 1964                  | kein Wettbewerb         | Marion Zota (3)       | kein Wettbewerb       |
| 1965                  | kein Wettbewerb         | kein Wettbewerb       | kein Wettbewerb       |
| 1966                  | N.                      | kein Wettbewerb       | kein Wettbewerb       |
| 1967                  | N.                      | kein Wettbewerb       | kein Wettbewerb       |
| 1968                  | Heidi Horn Kauertz      | kein Wettbewerb       | kein Wettbewerb       |
| 1969                  | keine Teilnahme         | kein Wettbewerb       | kein Wettbewerb       |
| 1970                  | Anja Meyer (4)          | kein Wettbewerb       | kein Wettbewerb       |
| 1971                  | Brigitte Weining        | kein Wettbewerb       | kein Wettbewerb       |
| 1972                  | Gabi Berendt            | kein Wettbewerb       | kein Wettbewerb       |
| 1973                  | N.                      | kein Wettbewerb       | kein Wettbewerb       |
| 1974                  | Claudia …               | kein Wettbewerb       | kein Wettbewerb       |
| 1975–1979             | keine Teilnahme         | kein Wettbewerb       | kein Wettbewerb       |
| 1980                  | Renate Reissman (4)     | kein Wettbewerb       | kein Wettbewerb       |
| 1981                  | Edith Maciejek          |                       | kein Wettbewerb       |
| 1982–1983             | kein Wettbewerb         |                       | kein Wettbewerb       |
| 1984                  | kein Wettbewerb         | Friederike Lüneburg   | kein Wettbewerb       |
| 1985                  | kein Wettbewerb         | Ines Gatz Assmann     | kein Wettbewerb       |
| 1986–1987             | kein Wettbewerb         | keine Teilnahme       | kein Wettbewerb       |
| 1988                  | kein Wettbewerb         | Kathrin Purrucker (1) | kein Wettbewerb       |
| 1989                  | Carmen Kulinski         | Daniela Grün (SF)     | kein Wettbewerb       |
| 1990                  | kein Wettbewerb         | Andrea Stelzer (SF)   | kein Wettbewerb       |
| 1991                  | Evelyn Schiedlatzek (3) | kein Wettbewerb       | kein Wettbewerb       |
| 1992                  | kein Wettbewerb         | kein Wettbewerb       | kein Wettbewerb       |
| 1993                  | kein Wettbewerb         | kein Wettbewerb       | keine Teilnahme       |
| 1994                  | kein Wettbewerb         | kein Wettbewerb       | Tanja Wild            |
| 1995                  | Heike Schliecker        | kein Wettbewerb       | Marita Nagel          |
| 1996                  | kein Wettbewerb         | kein Wettbewerb       | Franziska Vogel       |
| 1997                  | kein Wettbewerb         | kein Wettbewerb       | Anna Groth            |
| 1998–1999             | kein Wettbewerb         | kein Wettbewerb       | kein Wettbewerb       |
| 2000                  | kein Wettbewerb         | kein Wettbewerb       | keine Teilnahme       |
| 2001–2003             | kein Wettbewerb         | kein Wettbewerb       | kein Wettbewerb       |
| 2004–2005             | keine Teilnahme         | kein Wettbewerb       | kein Wettbewerb       |

- Miss Maja: Der Wettbewerb fand 1966 bis 1991 unter dem Namen Miss Maja International statt und wurde 1995 sowie 2004/2005 als Miss Maja World durchgeführt. Gastgeber waren meist spanischsprachige Länder.
- Miss Nations: Unter dieser Sammelbezeichnung sind hier die Wettbewerbe Miss United Nations (1963), Miss Nations (1964 und 1981) sowie Miss All Nations (1989/1990) gelistet. Die beiden erstgenannten wurden vom früheren Miss-Europe-Veranstalter MEO durchgeführt, der dritte hat nur zufällig einen ähnlichen Namen.

### Weitere, kurzlebige Wettbewerbe
| Queen of Europe     | Queen of Europe      |
| ------------------- | -------------------- |
| 1987                | Anja Hörnich (1)     |
| Miss Flower Queen   |                      |
| 1990                | Verona Feldbusch     |
| Miss American Dream |                      |
| 1995                | Verona Feldbusch (1) |

- Queen of Europe war der kurzlebige Name eines Konkurrenz-Wettbewerbs zur Miss Europe, der meist jedoch unter anderen Namen stattfand.
- Der Wettbewerb Miss Flower Queen fand nur ein einziges Mal statt – 1990.
- Für Miss American Dream gibt es keine Nachweise, dass diese Veranstaltung vor oder nach 1995 stattfand. Ein 2006 eingeführter Wettbewerb mit gleichem Namen (für verschiedene Altersklassen) steht nur Teilnehmerinnen aus den USA offen.